# یواس‌اس هرندان (دی‌دی-۶۳۸)
یواس‌اس هرندان (دی‌دی-۶۳۸) (به انگلیسی: USS Herndon (DD-638)) یک کشتی بود که طول آن ۳۴۸ فوت ۳ اینچ (۱۰۶٫۱۵ متر) بود. این کشتی در سال ۱۹۴۲ ساخته شد.